# Estação Tacuba
A Estação Tacuba é uma das estações do Metrô da Cidade do México, situada na Cidade do México, entre a Estação Panteones, a Estação Cuitláhuac, a Estação Refinería e a Estação San Joaquín. Administrada pelo Sistema de Transporte Colectivo, faz parte da Linha 2 e da Linha 7.
Foi inaugurada em 14 de setembro de 1970. Localiza-se na Estrada México-Tacuba. Atende o bairro Tacuba, situado na demarcação territorial de Miguel Hidalgo. A estação registrou um movimento de 16.586.292 passageiros em 2016.